# Prix Maurice Carême
Le prix Maurice Carême de poésie est un prix littéraire belge créé en 1989 pour stimuler et mettre en valeur la création poétique en Belgique francophone. 
Il récompense un recueil de poésie écrit par un poète belge ou résidant en Belgique. Les recueils doivent avoir été publiés dans les deux ans précédant le prix, mais le jury accepte également des ouvrages non publiés remis sous forme de tapuscrits. À côté de ce prix, un prix Maurice-Carême d'études littéraires est également décerné. 
Le prix Maurice Carême qui, au départ, était annuel est devenu bisannuel en 1993. Il est l'un des prix de poésie les plus importants en Belgique.

## Liste des lauréats
- 1989 Werner Lambersy
- 1990 Anne-Marie Derèse
- 1991 Karel Logist
- 1992 Guy Goffette
- 1993 William Cliff
- 1995 David Scheinert
- 1997 Lucien Noullez
- 1999 Eric Brogniet
- 2001 Francis Dannemark
- 2003 Yves Namur
- 2005 Roger Foulon
- 2007 Daniel De Bruycker
- 2009 Jean-Claude Pirotte
- 2011 Philippe Lekeuche
- 2013 André Schmitz
- 2015 Jacques Sojcher
- 2017 Pierre Warrant
- 2019 Laurent Demoulin
- 2023 Jan Baetens